# Dúbravica
Dúbravica (in tedesco Dubrawitz bei Neusohl, in ungherese Dubravica) è un comune della Slovacchia facente parte del distretto di Banská Bystrica, nella regione omonima.

## Storia
Citato per la prima volta nel 1400 con il nome di Dubrauice, appartenne alla città di Slovenská Ľupča e poi ai nobili locali Dubraviczy / Dubravický. Nel 1540 il conte Janos Dubraviczy donò la città alla Camera di Kremnica che vi intraprese lo sfruttamento della locale miniera di ferro.